# Felipe Gutiérrez y Espinosa
Felipe Gutiérrez y Espinosa (San Juan de Puerto Rico, 1825 - 1899) fou un compositor porto-riqueny. Als setze anys fou músic major d'un regiment d'infanteria; ocupà la plaça de mestre de capella de la catedral; fundà l'Acadèmia Municipal de Música i dirigí companyies d'òpera i sarsuela. Com a compositor estava dotat d'una gran fecunditat i es distingí particularment en el gènere religiós. Entre les seves obres més notables hi figuren: Macías, òpera en tres actes, llibret de Martín Travieso; «El Bearnés», òpera en quatre actes, llibret d'Antonio Biaggi; Amor de un Pescador, sarsuela en dos actes, lletra de Navarro; cinc Misses, Salves, Lletanies, Responsoris, Himnes i Vigílies. També va compondre diverses obertures, una sonata per a violí.